# Bataille de Shiroyama
Rébellion de Satsuma
Batailles
- Kumamoto
- Tabaruzaka
- Shiroyama

La bataille de Shiroyama (城山の戦い, Shiroyama no tatakai) se déroule le 24 septembre 1877 à Kagoshima au Japon. Elle constitue le dernier épisode de la rébellion de Satsuma, durant laquelle les samouraïs du domaine de Satsuma mènent une série de batailles sur l'île japonaise de Kyūshū en 1877.

## Contexte
À la suite de leur défaite lors du siège du château de Kumamoto, les forces de samourai loyales à Saigō Takamori sont contraintes de se replier vers le centre de l’île de Kyushu. Poursuivis par les troupes impériales, ils sont une nouvelle fois battus le 27 mai à Hitoyoshi puis en août à Noboeka. Encerclé, Saigo parvient néanmoins à s’enfuir avec une poignée de survivants, avec qui il espère pouvoir continuer à mener une guerre de guérilla, mais sans grand succès.
Acculé, il décide alors de retourner à sa ville natale, Kagoshima, avec 500 samouraïs afin d’y livrer un dernier combat. Début septembre, les rebelles réussissent à pénétrer dans la ville en trompant la vigilance de la faible garnison. Après avoir pillé les entrepôts, ils s’emparent ensuite de la colline de Shiroyama surplombant Kagoshima le 1er septembre 1877, où ils se retranchent.

## Déroulement
Les troupes de l'armée impériale sous le commandement du général Yamagata Aritomo et l'infanterie de marine commandée par l'amiral Kawamura Sumiyoshi commencent à arriver peu après et les rebelles sont encerclés. Après les pertes au combat et les défections, Saigō ne dispose plus que d'environ 500 samouraï, reste d'une force de plus de 20 000 individus qui assiégeait la garnison du gouvernement dans la ville de Kumamoto six semaines plus tôt seulement.
Fort d'une troupe composée de 30 000 hommes, Yamagata dispose d'une considérable supériorité numérique par rapport à Saigō. Ayant cependant été défait et surpris si souvent dans le passé, Yamagata est déterminé à ne rien laisser au hasard. Les troupes impériales passent plusieurs jours à construire un système de fossés, de murs et d'obstacles élaborés pour empêcher une autre évasion. Les cinq navires de guerre du gouvernement ancrés dans le port de Kagoshima ajoutent leur puissance de feu à l'artillerie de Yamagata et commencent à réduire systématiquement les positions rebelles, tirant plus de 7 000 obus.
Saigō défend sa position avec le soutien limité de mousquets et sans canon. Les hommes de Saigō en sont réduits à fondre des statuettes métalliques que les civils locaux ont passées en contrebande et à couler le métal en balles. Les fournitures médicales sont composées d'une scie de charpentier pour les amputations et de quelques chiffons pour les bandages. Yamagata envoie une lettre à Saigō le suppliant de se rendre, mais le code d'honneur bushido ne permet pas à Saigō de le faire.

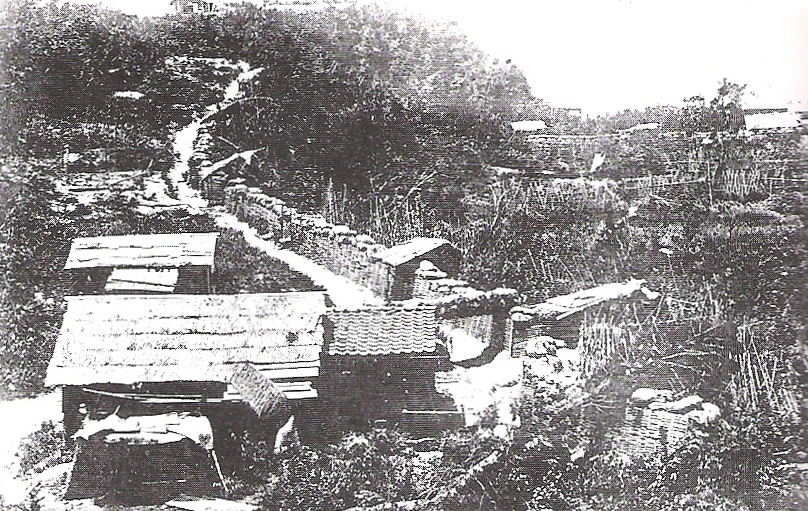
Fortifications de l'armée impériale japonaise autour de Shiroyama. Photographie de 1877.

Le plan de bataille de Yamagata consiste à prendre d'assaut la position de Saigō de tous les côtés à la fois. Il est interdit aux unités de se prêter mutuellement secours sans autorisation expresse. Si une unité effectue une retraite avec les troupes ennemies  à sa suite, les unités voisines doivent faire feu indistinctement dans la zone, tuant leurs propres hommes si nécessaire pour empêcher Saigō de s'échapper.
Après un intense tir d'artillerie durant la nuit du 24 septembre, les forces impériales prennent d'assaut la montagne aux premières heures du matin. Sous un feu nourri, les  samouraï chargent les lignes de l'armée impériale qui n'ont pas été formées pour le combat corps à corps à l'épée. En quelques minutes, la ligne jusque-là bien formée de l'armée impériale japonaise est désorganisée. La « technique du sabre » hautement qualifiée des samouraï prévaut contre une armée avec très peu de formation traditionnelle. Pendant un court moment les lignes de Saigō tiennent mais sont bientôt repoussées en raison de la masse des opposants. À 6 heures du matin, il ne reste plus que 40 rebelles encore en vie. Saigō est blessé à l'artère fémorale et à l'estomac. Tandis qu'il perd rapidement son sang, il demande à être amené dans un endroit convenable pour mourir. Un de ses disciples les plus fidèles, Beppu Shinsuke, le transporte sur ses épaules plus en bas de la colline. La légende veut que Beppu agisse en tant que kaishakunin et aide Saigō à commettre seppuku avant qu'il ne puisse être capturé. Il existe cependant d'autres éléments de preuve qui contredisent cette version et qui indiquent que Saigō meurt en fait de la blessure par balle puis que Beppu lui décolle la tête afin de préserver sa dignité.

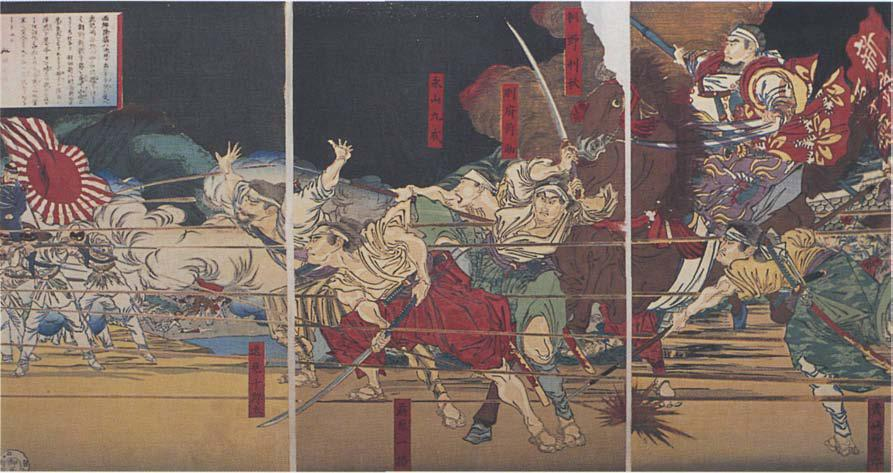
Saigō avec les derniers restes de l'armée de Satsuma, mène une charge suicidaire désespérée.

## Postérité
Le 22 février 1889, l'empereur Meiji gracie Saigō à titre posthume. Des statues dans le parc d'Ueno à Tokyo et près des ruines du château de Kagoshima rappellent sa mémoire. Cette bataille a inspiré les scènes finales du film Le Dernier Samouraï sorti en 2003. La chanson Shiroyama du groupe Sabaton relate, de façon romancée, cette bataille.

## Référence musicale
- Shiroyama tiré de l'album The Last Stand de Sabaton

## Source de la traduction
- (en) Cet article est partiellement ou en totalité issu de l’article de Wikipédia en anglais intitulé « Battle of Shiroyama » (voir la liste des auteurs).